# Richard Arnell
Richard Anthony Sayer Arnell (ur. 15 września 1917 w Hampstead, zm. 10 kwietnia 2009 w Bromley) – brytyjski kompozytor i dyrygent.

## Życiorys
W latach 1935–1939 studiował w Royal College of Music w Londynie u Johna Irelanda. Między 1939 a 1947 rokiem przebywał w Stanach Zjednoczonych. W latach 1949–1981 wykładał kompozycję w Royal College of Music. W latach 1961–1964 i ponownie 1991–1993 redaktor czasopisma The Composer. W latach 1967–1969 wykładał gościnnie w Bowdoin College w Brunswick w stanie Maine oraz Hofstra College w Hempstead w stanie Nowy Jork.
W latach 1964 i ponownie 1974–1975 był przewodniczącym Composers Guild of Great Britain. Od 1975 do 1989 roku dyrektor muzyczny London International Film School. 

## Twórczość
Napisał 4 opery: Combat Zone (wyst. Hempstead 1969), Love in Transit (wyst. Londyn 1958), Moon Flowers (wyst. Kent 1959) i Petrified Princess (wyst. Londyn 1959). Ponadto skomponował m.in. kantatę The War God na chór i orkiestrę (1949), Ode to the West Wind na chór i orkiestrę (1949), Town Crier na recytatora, chór i orkiestrę (1970), Xanadu na chór i orkiestrę (1993), balety Punch and the Child (1949), Harlequin in April (1951), The Great Detective (1953) i The Angels (1957), siedem symfonii, poemat symfoniczny Lord Byron, 2 koncerty fortepianowe, 2 koncerty skrzypcowe, koncert klawesynowy, 6 kwartetów smyczkowych, 2 kwintety, trio fortepianowe, ponadto pieśni, utwory organowe, muzykę elektroniczną. Dokonał reorkiestracji muzyki do Giselle Adolphe’a Adama.
Komponował również ścieżki dźwiękowe do filmów.